# Medibank International 2005
Das Medibank International 2005 ist der Name eines Tennisturniers der WTA Tour 2005 für Damen sowie eines Tennisturniers der ATP Tour 2005 für Herren, welche zeitgleich vom 7. bis zum 15. Januar 2005 in Sydney stattfanden.

## Damenturnier
→ Qualifikation: Medibank International 2005/Damen/Qualifikation